# 阿知須温泉
阿知須温泉（あじすおんせん）は、山口県山口市（旧国周防国）阿知須にある温泉。

## 泉質
放射能泉（単純放射能冷鉱泉）。

## 周辺環境
県道216号沿いに位置し、「宇部72アジススパホテル」と「てしま旅館」にて入浴できる。周辺にはゴルフ場がある。阿知須駅周辺には道の駅きららあじすや山口きらら博記念公園、白壁の町並みなどの名所がある。

## 歴史
温泉のある地区はかつて「湯之河内」という小字名で、自然湧水をわかした「河内の湯」に近隣農村から湯治客が集まっていたが、採算がとれずすたれてしまった。その後、昭和31年（1956）に当時の町長が温泉開発を行い、浴場と宿泊施設が建設されたことが本格的な温泉のはじまりとなった。
当初は町営だった阿知須温泉は赤字経営が続き、町財政の再建のため昭和34年（1959）に宇部興産に売却され、同社の子会社による経営がはじまった。周辺の町有林その他の買収も行われ、ゴルフ場が完成し、昭和38年（1963）に温泉ホテル本館が新築された。同ホテルは同年の山口国体の際に皇太子夫妻の宿所にあてられたことで知名度が高まった。
2021年1月、宇部72アジススパホテルを運営していた宇部興産開発が同年3月末での解散を発表し、同ホテルも3月末をもって閉業する。これにより、入浴施設は宿泊客限定の「てしま旅館」のみとなった。

## アクセス
- 車 : 山口宇部道路阿知須ICから県道216号で約7分。

## 参照
1. ↑  宇部興産（2021年2月28日閲覧）。